# Konolfingen (gemeente)
Konolfingen (Bernduits: Chonufingä of Chnoflige) is een gemeente en plaats in het Zwitserse kanton Bern en maakt deel uit van het district Bern-Mittelland.
Konolfingen telt 4.929 inwoners.

## Geboren
- Friedrich Dürrenmatt (1921-1990), schrijver en schilder